# Трі-Рокс (Каліфорнія)
Трі-Рокс (англ. Three Rocks) — переписна місцевість (CDP) в США, в окрузі Фресно штату Каліфорнія. Населення — 248 осіб (2020).

## Географія
Трі-Рокс розташоване за координатами 36°30′19″ пн. ш. 120°23′37″ зх. д. / 36.50528° пн. ш. 120.39361° зх. д. (36.505148, -120.393534).  За даними Бюро перепису населення США в 2010 році переписна місцевість мала площу 1,94 км², уся площа — суходіл.

## Демографія
Згідно з переписом 2010 року, у переписній місцевості мешкало 246 осіб у 55 домогосподарствах у складі 45 родин. Густота населення становила 127 осіб/км².  Було 60 помешкань (31/км²).
Расовий склад населення:
| - 52,4 % — білих - 0,4 % — корінних американців - 41,5 % — осіб інших рас |

До двох чи більше рас належало 5,7 %. Частка іспаномовних становила 95,5 % від усіх жителів.
За віковим діапазоном населення розподілялося таким чином: 30,9 % — особи молодші 18 років, 61,0 % — особи у віці 18—64 років, 8,1 % — особи у віці 65 років та старші. Медіана віку мешканця становила 31,0 року. На 100 осіб жіночої статі у переписній місцевості припадало 117,7 чоловіків;  на 100 жінок у віці від 18 років та старших — 132,9 чоловіків також старших 18 років.
Медіана доходів становила 13 750 доларів для чоловіків та 15 417 доларів для жінок. 
Цивільне працевлаштоване населення становило 150 осіб. Основні галузі зайнятості: сільське господарство, лісництво, риболовля — 62,0 %, транспорт — 14,0 %, освіта, охорона здоров'я та соціальна допомога — 13,3 %.